# عبد الرشيد عمارو
عبد الرشيد عمارو إبراهيم، لاعب كرة قدم قطري من أصول كاميرونية يلعب حالياً في النادي الأهلي.

## روابط خارجية
- عبد الرشيد عمارو على موقع قاعدة بيانات كرة القدم.إي يو (الإنجليزية)
- عبد الرشيد عمارو على موقع Soccerway.com (الإنجليزية)
- عبد الرشيد عمارو على موقع عالم كرة القدم.نت (الإنجليزية)